# Afterlee
Afterlee ist ein ländlicher Ort in New South Wales, Australien.

## Geographie
Afterlee wird vom Kyogle Council verwaltet. Der Ort ist etwa 609 km nördlich vom Stadtzentrum Sydneys und 18 km westlich von Kyogle entfernt. Mit 0,9 Einwohnern/km² ist der Ort sehr dünn besiedelt.

## Demographie
Mit Stand von 2021 hatte Afterlee 32 Einwohner, von denen 27 die australische Staatsangehörigkeit besaßen.
Das Medianalter lag bei 64 Jahren. Das mittlere Einkommen pro Person betrug 596 Australische Dollar, das mittlere Haushaltseinkommen lag bei 762 AUD, womit es zu den niedrigeren Haushaltseinkommen im landesweiten Vergleich (1746 AUD) zählte.

## Öffentliche Einrichtungen
In Afterlee gibt es eine Schule, nämlich die Afterlee Public School.